# Aristida scabrivalvis
Aristida scabrivalvis är en gräsart som beskrevs av Eduard Hackel. Aristida scabrivalvis ingår i släktet Aristida och familjen gräs. Inga underarter finns listade i Catalogue of Life.